# Erycina pusilla
Erycina pusilla är en orkidéart som först beskrevs av Carl von Linné, och fick sitt nu gällande namn av Norris Hagan Williams och Mark W. Chase. Erycina pusilla ingår i släktet Erycina och familjen orkidéer. Inga underarter finns listade i Catalogue of Life.

## Bildgalleri

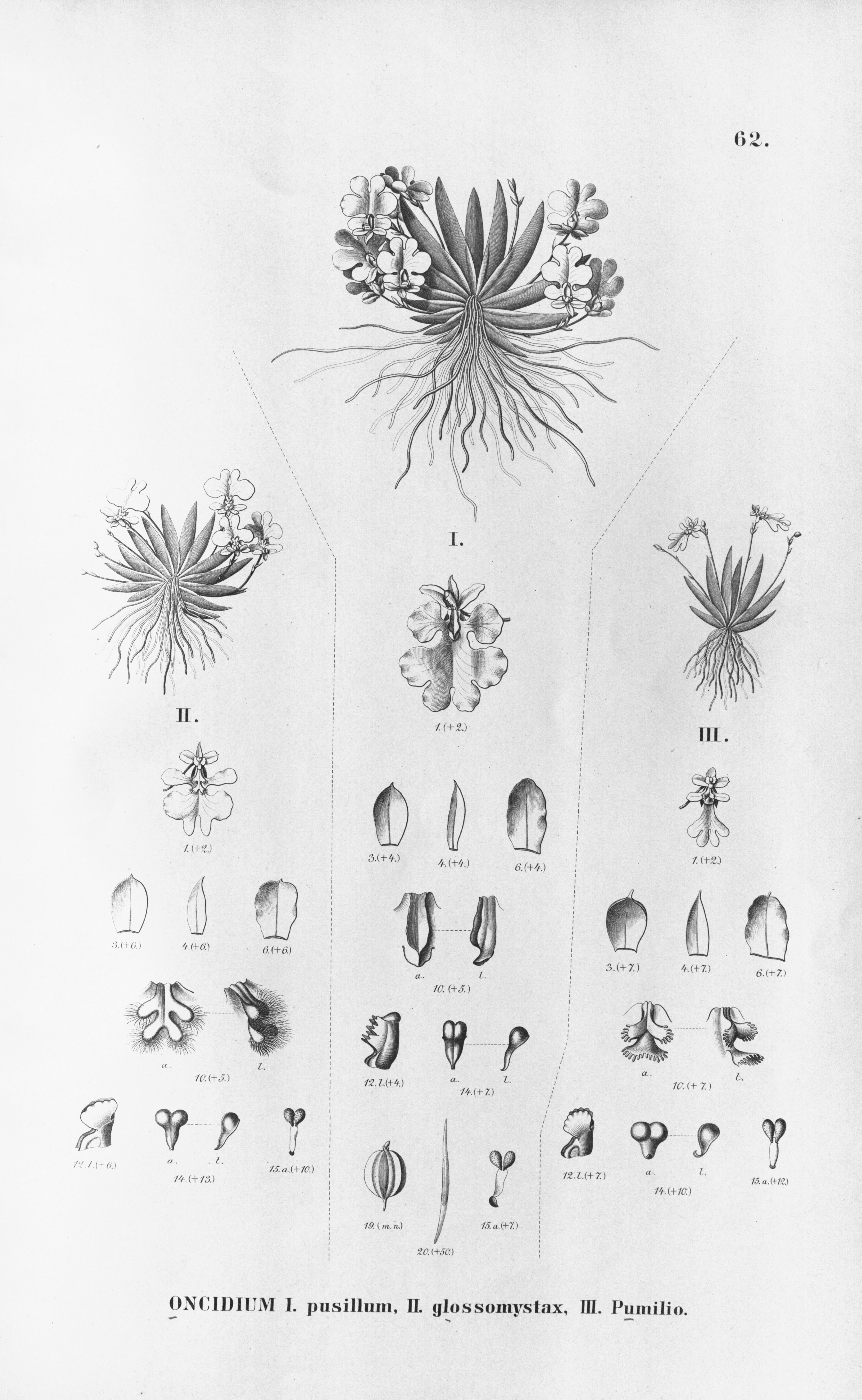